# Крочела (Кампобасо)
Крочела је насеље у Италији у округу Кампобасо, региону Молизе.
Према процени из 2011. у насељу је живело 48 становника. Насеље се налази на надморској висини од 787 м.